# Welsh Sheepdog
Der Welsh Sheepdog, walisisch Ci Defaid Cymreig (sprich /kiː dɛvaɪd kəmˈrɛɨɡ/) ist eine nicht von der FCI anerkannte britische Hunderasse.
Jedes Land hat alteingesessene lokale Arbeitshunde, sogenannte Schläge. Der Welsh Sheepdog ist ein solch alter Schlag und ist der typische Hütehund aus Wales. Die Rasse wird bisher von keinem Rassezuchtverband anerkannt; da sie nach rein funktionellen Kriterien, also nach Arbeitsleistung gezüchtet wird. Inzwischen kümmert sich die Welsh Sheepdog Society um den Erhalt des Welsh Sheepdog. Als Familienhunde sind Welsh Sheepdogs weniger gut geeignet, da sie als Arbeitshunde unterfordert sind, was häufig zu Problemen führt.

## Herkunft und Geschichte
Der Welsh Sheepdog ist ein ausgesprochen farbenfroher bunter Hund, d. h. er kommt in sehr vielen Farben vor, was dafür spricht, dass er vielleicht einst die Angelsachsen bei ihrer Ansiedlung in England begleitet hat.
Einst bevorzugten die sogenannten barbarischen Völker im Gegensatz zu romanisierten Stämmen besonders repräsentative auffällige Zeichnungen bei ihren Tieren und so wanderten wohl auch Angelsachsen mit ihrem bunten Viehbestand nach England ein.
Als Jahrhunderte später die Normannen im 11. Jhd. den Viehbestand von Northumbria vernichteten, um den lokalen Widerstand zu brechen, wurde dieser durch Importe aus dem Süden Englands wieder aufgefüllt, wodurch nun englische Hunde verbreitet wurden. Es ist daher durchaus wahrscheinlich, dass sich in Northumbria mit dem Beginn der großen Viehtriebe und besonders mit dem Aufschwung der Schafzucht die Highland Collies mit den englischen Schäferhunden vermischten, wodurch der zierlichere Northumbrian Typ entstand.
Sein Hütestil entspricht jedoch nicht dem eines Border Collies, sondern eher einem kontinentalen Hütehund, was darauf hinweist, dass er nicht nur Schafe, sondern einst jede Art von Vieh hütete und damit viel universeller einsetzbar ist.
Somit könnte man den Welsh Sheepdog durchaus als Vorfahre des Border Collie betrachten, an dem er auch seine vielen Farben weiter gab, aber es gab da wohl noch eine weitere Einkreuzung.
Bei der Durchmischung mit einheimischen Hunden bildeten sich dann lokale Schläge heraus, die sehr wahrscheinlich in ganz England und vielleicht auch im später englisch besetzten Irland verbreitet waren und sogar mit dem Britischen Kolonialreich verbreitet wurden.
In der Literatur werden u. a. vereinzelt auch der Welsh Grey oder der Welsh Hillman genannt, die eher im Süden bzw. in dem bergigen Norden von Wales beheimatet waren.
Darauf deuten die frühesten schriftlichen Aufzeichnungen hin, die ausschließlich vom English Sheepdog sprechen, ihn aber auch von Autor zu Autor recht unterschiedlich beschreiben so wie z.b. Robert Leighton, der ihn eher wie ein Bearded Collie darstellt, aber vermutlich nur einen anderen Schlag vor Augen hatte.

## Beschreibung
Im Aussehen entspricht er etwa einem Kurzhaarcollie, aber nicht ganz so groß und etwas kompakter. Seine Brust und sein Kopf sind etwas breiter, wodurch er muskulöser wirkt. Wie die meisten auf Hütequalität gezüchteten Schläge ist sein Aussehen nicht ganz einheitlich. Er wird meist etwa 46 cm groß und 16–20 kg schwer. Das Fell kann glatt oder auch lang sein und ist wetterfest und widerstandsfähig.
Übliche Farben sind: meist schwarz-lohfarben, dreifarbig, rein schwarz oder schwarz mit weißer Blesse, weißem Kragen, weißer Brust und weißer Unterseite aber auch Merle.

## Gesundheitliches
Bisher gibt es keine Anzeichen dafür, dass der Welsh Sheepdog ein Träger des MDR1-Defekts und damit der Multidrug Sensitivity sein könnte; eine direkte Abstammung der Rasse von Collies wäre darum trotz ihres Aussehens unwahrscheinlich. Einschränkend muss gesagt werden, dass bislang nur wenige Hunde der Rasse dahingehend getestet wurden.